# Reinhold Steig

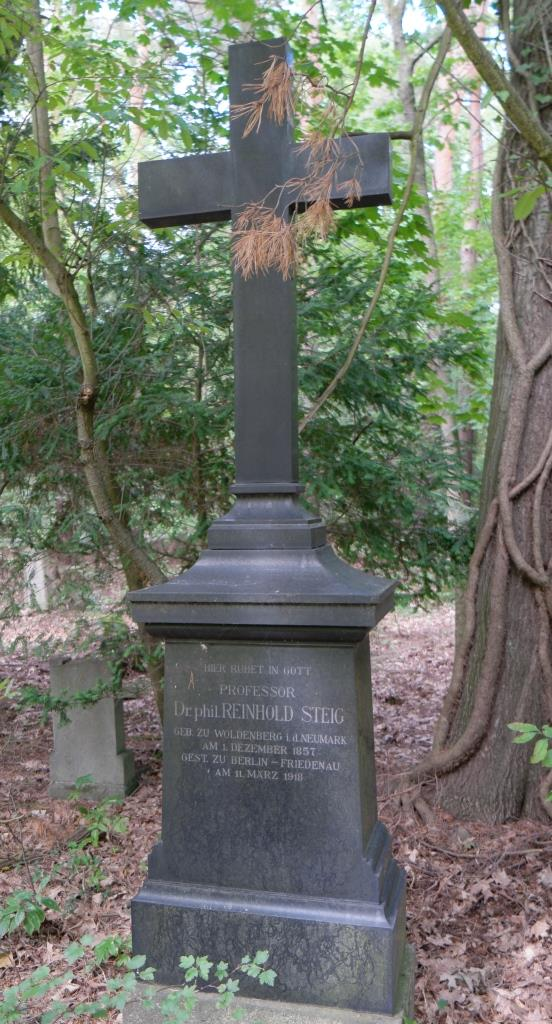
Grab von Reinhold Steig auf dem Südwestkirchhof in Stahnsdorf

Reinhold Albert Steig (* 1. Dezember 1857 in Woldenberg, Kreis Friedeberg; † 11. März 1918 in Berlin-Schöneberg) war ein deutscher Literaturhistoriker.

## Biografie
Reinhold Steig wurde als Sohn des Klempnermeisters Karl Steig und seiner Frau Julia, geb. Kuhm-Piepkorn, geboren und wuchs in der Neumark, Kreis Friedeberg, auf. Er besuchte das Gymnasium in Landsberg an der Warthe, wo er im Herbst 1877 die Reifeprüfung ablegte. Nach dem Studium der Klassischen Philologie an der Berliner Friedrich-Wilhelms-Universität wurde er am 18. Januar 1882 mit einer Arbeit über Theokrits Idyllen zum Dr. phil. promoviert. Danach war er als Gymnasiallehrer, ab 1899 mit dem Titel Professor, bis zu seinem Tode in Berlin tätig. Von Herman Grimm wurde er als Sachverwalter des schriftlichen Nachlass der Brüder Grimm eingesetzt. Ebenfalls von Herman Grimm wurde er als Sachverwalter des schriftlichen Nachlass von Bettina und Achim von Arnim der Arnimschen Familie vorgeschlagen, verstarb jedoch schon 1918 und konnte diese Aufgabe nicht antreten. Er ist vor allem als Erforscher und Editor auf dem Gebiet der deutschen Romantik bekanntgeworden.
Er geriet später in die Kritik wegen seiner judenfeindlichen Einstellung – er nannte beispielsweise Ludwig Geiger „einen der betriebsamsten widerwärtigsten Literaturjuden, die es geben kann“ – und weil er eventuell mit Herman Grimm zusammen „unangenehme Papiere“ aus dem Grimm-Nachlass vernichtete. Er verleugnete die Autorschaft Bettina von Arnims bezüglich der Polenbroschüre („An die aufgelöste Preußische Nationalversammlung“), welche im Januar 1849 anonym erschienen ist und in der sie ein von preußischen Besitzansprüchen freies Polen forderte. Ihm war die wahre Verfasserschaft jedoch bekannt. Er vermerkte diese auf einem Exemplar, welches sich im Nachlass von Varnhagen befand, und ihm waren auch die Manuskripte Bettinas bekannt. Die Tatsache wurde erst 1954 von Ursula Püschel richtiggestellt.
Steig starb in seiner Schöneberger Wohnung in der Fregestraße 72. Sein Grab befindet sich auf dem Südwestkirchhof Stahnsdorf.

## Werke (Auswahl)
- Achim von Arnim und die ihm nahestanden. Hrsg. von R. Steig und Herman Grimm, 3 Bde., Stuttgart und Berlin 1904.
- Clemens Brentano und die Brüder Grimm. Stuttgart und Berlin 1914.
- Goethe und die Brüder Grimm. 1892, Nachdruck 1972.
- Heinrich von Kleists Berliner Kämpfe. Verlag Spemann, Stuttgart/Berlin 1901, Nachdruck: Heilbronn 2006.
- Neue Kunde zu Heinrich von Kleist. Verlag Reimer, Berlin 1902, Nachdruck 1969.